# Léon Robin
Léon Robin (* 17. Januar 1866 in Nantes; † Juli 1947) war ein französischer Philosoph und Hochschullehrer mit Schwerpunkt auf der Geschichte der antiken Philosophie.
Robin wirkte nach seinem Studium und Promotion in Philosophie (1908) von 1913 bis 1936 an der Universität Sorbonne in Paris. Mit seinen zahlreichen Studien und Übersetzungen zu Platon gilt er als einer der international bekanntesten Philosophiehistoriker für die antike Philosophie.
Eines der Forschungsinstitute des CNRS an der Universität Paris IV trägt heute als Centre Léon Robin seinen Namen.

## Werke
- La Théorie platonicienne de l’amour, Paris 1908 (Neuausg. PUF, Paris 1964).
- La Théorie platonicienne des Idées et des nombres d’après Aristote, Alcan, Paris 1908 (Nachdruck Georg Olms Verlag, Hildesheim 1963 und 1998).
- La Pensée grecque et les Origines de l’esprit scientifique, Renaissance du Livre, Paris 1923. (Neuausg. Paris 1963)
- Platon, Alcan, Paris 1935. [zahlreiche Neuaufl.]

| Personendaten    | Personendaten           |
| ---------------- | ----------------------- |
| NAME             | Robin, Léon             |
| KURZBESCHREIBUNG | französischer Philosoph |
| GEBURTSDATUM     | 17. Januar 1866         |
| GEBURTSORT       | Nantes                  |
| STERBEDATUM      | Juli 1947               |